# (2557) Putnam
(2557) Putnam est un astéroïde de la ceinture principale.

## Description
(2557) Putnam est un astéroïde de la ceinture principale. Il fut découvert le 26 septembre 1981 à la station Anderson Mesa par Brian A. Skiff et Norman G. Thomas. Il présente une orbite caractérisée par un demi-grand axe de 2,35 UA, une excentricité de 0,16 et une inclinaison de 6,1° par rapport à l'écliptique.

## Compléments